# 厄特沃什数

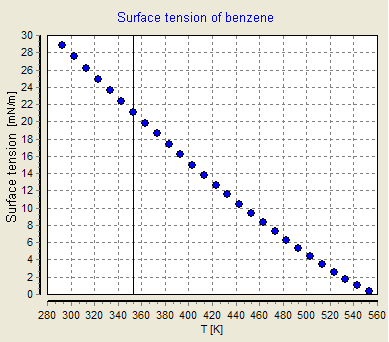
苯的表面张力（纵轴）与温度（横轴）之间的关系

厄特沃什数（Eo）是流體力學中的無量綱数，得名自匈牙利物理學家羅蘭·厄特沃什（1848–1919）。此無因次參數有另外一形式，稱為邦德數（Bo），得名自英國物理學家Wilfrid Noel Bond（1897–1937）。
厄特沃什数和莫顿数可以用來描述在運動流體中氣泡或是水滴的形狀。厄特沃什数可以視為是浮力和表面張力的比值。
{\displaystyle \mathrm {Eo} ={\frac {\Delta \rho \,g\,L^{2}}{\sigma }}}
- Eo：厄特沃什数
- {\displaystyle \Delta \rho }：兩相密度的差（SI制單位：kg/m3）
- g：重力加速度（SI制單位：m/s2）
- L：特徵長度，（SI制單位：m）
- {\displaystyle \sigma }：表面張力，（SI制單位：N/m）

以下是用邦德數表示的公式：
{\displaystyle \mathrm {Bo} ={\frac {\rho aL^{2}}{\gamma }}}
- Bo：邦德數
- {\displaystyle \rho }為密度或是兩相的密度差
- a是和徹體力（英语：body force）有關的加速度，多半是重力
- L是特徵長度，例如水滴的半徑
- {\displaystyle \gamma }為表面張力

邦德數可以量測表面張力相較於徹體力的重要性，若邦德數高，表示物體不太會被表面張力影響，若邦德數低（一般至少要小於1）表示物體主要是受表面張力影響。中間值表示表面張力和徹體力達到某種平衡。
邦德數最常用來比較重力和表面張力，可以由許多不同的方式推導，例如在固態表面液滴壓力的尺度分析。不過針對特定問題時，找到適當的特徵長度非常重要。有一些無量綱也和邦德數有關：
{\displaystyle \mathrm {Bo} =\mathrm {Eo} =2\,\mathrm {Go} ^{2}=2\,\mathrm {De} ^{2}\,}
其中Eo、Go和De分別是厄特沃什数、Goucher數及Deryagin數。Goucher數衍生自線材包膜的問題，用R表示特徵尺度，而及Deryagin數衍生自薄膜厚度的問題，用L表示特徵尺度。